# Darwin Torres
Darwin Fabián Torres Alonso (n. José Pedro Varela, Uruguay; 16 de febrero de 1991) es un futbolista uruguayo. Juega de defensa central o lateral y su equipo actual es C. S. D. Municipal de la Liga Nacional de Fútbol de Guatemala.

## Trayectoria
Su hermano Martín Torres también es futbolista, juega en Rocha Fútbol Club.
El Vampiro Torres, como se lo conoce, se desempeña como zaguero o lateral. Luego de un pasaje por el Club Atlético Fernandino, de la ciudad de Maldonado, tuvo la suerte de probarse en el club albo para luego quedar definitivamente en él.
El 29 de junio de 2021 fue anunciado como refuerzo del 9 de Octubre Fútbol Club de la Serie A de Ecuador. En esa temporada fue parte del equipo titular que clasificó a la Copa Sudamericana 2022, permaneció en el club hasta el final del torneo 2022.
El 11 de diciembre de 2022 firmó con Guayaquil City de Ecuador para la temporada 2023.

## Estadísticas

### Clubes
Actualizado al último partido disputado el 17 de junio de 2023.
| Club                              | Temporada           | Liga  | Liga  | Copas nacionales | Copas nacionales | Copas internacionales | Copas internacionales | Total | Total |
| Club                              | Temporada           | Part. | Goles | Part.            | Goles            | Part.                 | Goles                 | Part. | Goles |
| --------------------------------- | ------------------- | ----- | ----- | ---------------- | ---------------- | --------------------- | --------------------- | ----- | ----- |
| Nacional · Uruguay                | 2010-11             | 17    | 0     | -                | -                | 2                     | 0                     | 19    | 0     |
| Racing · Uruguay                  | 2011-12             | 12    | 0     | -                | -                | 0                     | 0                     | 12    | 0     |
| Juventud de Las Piedras · Uruguay | 2012-13             | 12    | 0     | -                | -                | 0                     | 0                     | 12    | 0     |
| Juventud de Las Piedras · Uruguay | Total               | 12    | 0     | 0                | 0                | 0                     | 0                     | 12    | 0     |
| Nacional · Uruguay                | 2013-14             | 4     | 0     | -                | -                | 0                     | 0                     | 4     | 0     |
| Nacional · Uruguay                | Total               | 21    | 0     | 0                | 0                | 2                     | 0                     | 23    | 0     |
| Racing · Uruguay                  | 2014-15             | 25    | 0     | -                | -                | 0                     | 0                     | 25    | 0     |
| Racing · Uruguay                  | 2015-16             | 12    | 0     | -                | -                | 0                     | 0                     | 12    | 0     |
| Racing · Uruguay                  | Total               | 49    | 0     | 0                | 0                | 0                     | 0                     | 49    | 0     |
| Cimarrones · México               | C-2016              | 13    | 0     | 0                | 0                | 0                     | 0                     | 13    | 0     |
| Cimarrones · México               | A-2016              | 19    | 0     | 0                | 0                | 0                     | 0                     | 19    | 0     |
| Cimarrones · México               | Total               | 32    | 0     | 0                | 0                | 0                     | 0                     | 32    | 0     |
| Zacatepec · México                | C-2017              | 19    | 1     | -                | -                | 0                     | 0                     | 19    | 1     |
| Zacatepec · México                | Total               | 19    | 1     | 0                | 0                | 0                     | 0                     | 19    | 1     |
| Cerro · Uruguay                   | 2018                | 34    | 2     | -                | -                | 4                     | 0                     | 38    | 2     |
| Cerro · Uruguay                   | Total               | 34    | 2     | 0                | 0                | 4                     | 0                     | 38    | 2     |
| Correcaminos · México             | C-2019              | 1     | 0     | -                | -                | -                     | -                     | 1     | 0     |
| Correcaminos · México             | Total               | 1     | 0     | 0                | 0                | 0                     | 0                     | 1     | 0     |
| Montevideo Wanderers · Uruguay    | 2021                | 6     | 0     | -                | -                | 2                     | 0                     | 8     | 0     |
| Montevideo Wanderers · Uruguay    | Total               | 6     | 0     | 0                | 0                | 2                     | 0                     | 8     | 0     |
| 9 de Octubre · Ecuador            | 2021                | 16    | 0     | -                | -                | -                     | -                     | 16    | 0     |
| 9 de Octubre · Ecuador            | 2022                | 21    | 1     | 7                | 0                | 5                     | 0                     | 33    | 1     |
| 9 de Octubre · Ecuador            | Total               | 37    | 1     | 7                | 0                | 5                     | 0                     | 49    | 1     |
| Guayaquil City · Ecuador          | 2023                | 14    | 0     | 0                | 0                | -                     | -                     | 14    | 0     |
| Guayaquil City · Ecuador          | Total               | 14    | 0     | 0                | 0                | 0                     | 0                     | 14    | 0     |
| C. S. D. Municipal · Guatemala    | 2023-24             | 0     | 0     | 0                | 0                | 0                     | 0                     | 0     | 0     |
| C. S. D. Municipal · Guatemala    | Total               | 0     | 0     | 0                | 0                | 0                     | 0                     | 0     | 0     |
| Total en su carrera               | Total en su carrera | 225   | 4     | 7                | 0                | 13                    | 0                     | 245   | 4     |
| 1. 2.                             |                     |       |       |                  |                  |                       |                       |       |       |

## Palmarés

### Campeonatos nacionales
| Título           | Club     | País    | Año     |
| ---------------- | -------- | ------- | ------- |
| Primera División | Nacional | Uruguay | 2010-11 |